# Hexatheca fulva
Hexatheca fulva är en tvåhjärtbladig växtart som beskrevs av Charles Baron Clarke. Hexatheca fulva ingår i släktet Hexatheca och familjen Gesneriaceae.

## Underarter
Arten delas in i följande underarter:
- H. f. beamanii
- H. f. fulva